# Radio Corporation of America
De Radio Corporation of America (RCA) was een invloedrijk Amerikaans elektronicabedrijf op het gebied van radio en televisie, dat bestond tussen 1919 en 1986. Sinds 2009 bestaat alleen nog de handelsmerken RCA (in handen van Thomson, in 2010 hernoemd tot Technicolor) en RCA Records in handen van Sony Music Entertainment (geluidsdragers).

## Historie
RCA werd in oktober 1919 als dochteronderneming opgericht door General Electric, nadat de Amerikaanse overheid – uit nationalistische overwegingen – General Electric ertoe had aangezet om de Amerikaanse tak van het Britse Marconi Company over te nemen. Kortstondig waren ook American Telephone & Telegraph (AT&T), Westinghouse Electric Company en United Fruit Company mede-eigenaren van dit bedrijf. Het oorspronkelijke doel was om de Amerikaanse belangen en patenten in de radiotechnologie te beschermen tegen buitenlandse bedrijven.

### Radio
Onder leiding van Owen D. Young, maar vooral door David Sarnoff (die 50 jaar lang leiding zou geven), werd het bedrijf een grote speler op het gebied van radio en later ook van televisie. Hij was een van de eersten die de onbegrensde mogelijkheden zag van radio als publiekelijk communicatiemiddel en als bron van vermaak. Hiervoor werd door RCA in 1926 een nieuw bedrijf opgericht, de National Broadcasting Company (NBC), voor het verzorgen van radio-uitzendingen.
In 1928 was RCA (als drijvende kracht) betrokken bij de oprichting van de filmmaatschappij RKO Pictures om een afzetmarkt te creëren van hun geluid-op-film systeem, RCA Photophone. In 1929 kocht RCA voor 154 miljoen dollar de Victor Talking Machine Company, fabrikant van de Victrola, en begon onder de naam RCA-Victor met de productie van radiotoestellen en fonogrammen.
Begin jaren 1930 ging RCA verder als zelfstandig bedrijf, nadat GE, AT&T en Westinghouse door de Amerikaanse justitie gedwongen werden hun gezamenlijke belangen in het bedrijf te verkopen. Naast alle patenten behield RCA volledige zeggenschap over NBC. Het hoofdkwartier nam kort daarna zijn intrek in Rockefeller Center (de tegenwoordige Comcast Building).
Onder Sarnoffs activiteiten nam de radioverkoop explosief toe en stroomde het geld bij RCA, als belangrijkste producent, naar binnen. Na enkele jaren domineerde RCA de radio- en muziekmarkt in de Verenigde Staten.
Het RCA-aandeel was de lieveling van de beleggers en spurtte van 1924 tot 1929 van $11 naar $214, ondanks de verliezen en het uitblijven van dividend. Ten gevolge van de crisis die volgde op de beurskrach van 1929, waarbij de omzet halveerde en het bedrijf grote verliezen maakte, schrompelde de beurskoers in elkaar tot slechts $ 3 dollar in 1932. In 1986 werd RCA opnieuw door General Electric opgeslokt voor slechts $ 66 dollar. Rekening houdend met enkele splitsingen, was dat maar 76 procent boven de topkoers van 1929.

### Televisie
Ondanks de crisisjaren van de jaren 1930 spendeerde RCA miljoenen dollars in de ontwikkeling van televisie, onder andere door het opkopen van patenten. Onder leiding van de Russische immigrant Vladimir Zworykin werd er een functioneel televisiesysteem ontwikkeld. In 1939 maakte het publiek op de wereldtentoonstelling in New York voor het eerst kennis met televisie.
Het uitbreken van de Tweede Wereldoorlog zorgde ervoor dat de eerste televisietoestellen pas vanaf de 1946 werden verkocht. RCA had een leidende rol in de ontwikkeling van kleurentelevisie. In maart 1954 begon RCA als eerste kleuren-tv's te produceren vanuit hun fabriek in Bloomington.

## Latere jaren
In de jaren 1950 zette RCA, naast de ontwikkelingen van radio en televisie, de militaire en defensie activiteiten voort waar het gedurende de Tweede Wereldoorlog bij betrokken was geraakt. Eind jaren 1950, begin 1960 richtte RCA zich ook op satelliettechnologie en de ruimtevaart.
In juni 1986 werd RCA samen met NBC overgenomen door General Electric (GE), het bedrijf waar het oorspronkelijk uit was ontstaan. GE handhaafde de handelsnaam RCA en zette NBC neer als zelfstandig bedrijf. De meeste platenlabels van RCA werden doorverkocht en zijn nu in het bezit van Sony BMG onder de merknaam RCA Records. De overgebleven onderdelen van RCA werden samengevoegd binnen de verschillende divisies van General Electric. In 1987 nam het Franse concern Thomson RCA samen met de consumentendivisie over van General Electric. Sinds 2010 gaat Thomson door het leven als Technicolor.